# Knäsmärta
Knäsmärta är smärta lokaliserad till knät, och kan uppkomma plötsligt vid skada eller överbelastning, eller utvecklas mer långsamt som vid artros och artrit. Knät är kroppens största led, och dess omgivande muskler, skelett, menisk, bursa och senor utsätts normalt för stora påfrestningar.
Symtomen vid knäsmärta varierar beroende på vad som utlöser det. Smärtan kan uppkomma tillsammans med svullnad, stelhet, knakande ljud, lokal rodnad och värme, eller svårighet att sträcka på knät. Som regel, men inte alltid, drabbar överbelastning ena knät, medan sjukdomar som artrit drabbar båda. Artiriter uppkomer vanligen senare i livet, medan överbelastning drabbar fysiskt aktiva personer.
Knäsmärta kan uppkomma av skador, mekaniska problem, artrit, med mera. Skador innefattar bursit (prepatellarbursit), stukning, korsbandsskada, meniskskada och patellatendinit. Mekaniska skador kan uppkomma vid skelettsjukdomar såsom benskörhet, sjukdomar som påverkar bindväven, att knät går ur led (knäledsurvridning), och smärta i höften eller foten (vilket leder förändrad motorik som ger ny belastning på knät). Artiriter kan sätta sig på knät. Dessa innefattar reumatism, gikt, artros och pyrofosfatsynovit. Övriga knäproblem som leder till smärta är exempelvis patellofemoralt smärtsyndrom.
Riskfaktorer för de sjukdomar som beror på överbelastning innefattar övervikt, nedsatt muskelstyrka och rörlighet, strukturella problem (som att ena benet är längre), och vissa sporter.